# Matroska
Matroska — проєкт, що націлений на створення відкритого, гнучкого, кросплатформного (включаючи апаратні платформи) формату мультимедійного контейнера і набору інструментів і бібліотек для роботи з даними в цьому форматі. Цей проєкт є розвитком проєкту MCF, але значно відрізняється тим, що ґрунтується на EBML (Extensible Binary Meta Language — розширювана двійкова метамова, двійковий аналог мови XML). Використання EBML дозволяє розширювати формат без втрати сумісності зі старими програмами.
Назва походить від спотвореного російського слова «матрьошка».

## Особливості стандарту
Розширення файлів Matroska:
- .mkv  — для відео (з субтитрами та звуком);
- .mka  — для аудіофайлів;
- .mks  — для субтитрів.

Можливості формату, які закладаються в Matroska:
- Трансляція через Інтернет (протоколи HTTP і RTP);
- Швидке перемотування по файлу;
- Стійкість до помилок;
- Екранні меню (як на DVD). (НЕ реалізовано через відсутність специфікації);
- Розбиття файлу на глави (Chapters);
- Перемикання «на льоту» субтитрів;
- Перемикання звукових доріжок;
- Перемикання відеодоріжки;
- Модульна розширюваність.

При цьому проєкт не включає в себе форматів стиснення відео і кодеків (таких, як MP3 або JPEG).
Контейнер Matroska може містити велике число потоків аудіо, відео і субтитрів, дозволяючи зберігати в одному файлі цілий фільм і програвати його мультимедіа-програвачем.
Matroska є відкритим проєктом (open standard). Це означає, що для персонального використання вона абсолютно безкоштовна, а технічна специфікація формату бітового потоку доступна кожному, навіть компаніям, що бажають вбудувати підтримку формату у свої продукти (для цього потрібно спеціальна ліцензія). Вихідний код всіх бібліотек, створених гуртом розробників проєкту Matroska, поширюється на умовах LGPL (бібліотека для програвання, написана на Сі з використанням цілочисельної арифметики, поширюється також на умовах ліцензії BSD).
Matroska є прямою відкритою альтернативою контейнерів AVI, ASF, MOV, RealMedia, MP4, MPG.
Підтримується адаптація та реалізація бібліотек Matroska для OpenBeOS Mediakit і GStreamer (кросплатформного мультимедійного середовища, схожого на DirectShow для Windows) і набору фільтрів DirectShow для відтворення та створення файлів Matroska в ОС Windows.